# Mazo de la Roche
Mazo de la Roche, właściwie Mazo Louise Roche (ur. 15 stycznia 1879 w Newmarket, zm. 12 lipca 1961 w Toronto) – kanadyjska pisarka, przez krótki okres popularna w Polsce.

## Życiorys
Urodziła się w prowincji Ontario. Ojciec pisarki był komiwojażerem i rodzina zmieniała miejsce zamieszkania 17 razy. Matka chorowała, zaś mała Mazo stworzyła sobie własny świat wyobraźni, który nazwała The Play. Świat arystokratów oglądała tylko, gdy jej rodzina pracowała dla zamożnego właściciela ziemskiego. Nazwiska wielu z postaci pisarka zaczerpnęła z nagrobków na cmentarzu w Newmarket.
Najbardziej znanym jej dziełem jest cykl Rodzina Whiteoaków, 16-tomowa saga rodzinna, zwana też cyklem Jalna, od nazwy posiadłości i tytułu pierwszej powieści. Cykl opowiada o stu latach z życia tego wiejskiego arystokratycznego rodu (1854–1954). Każda książka może być jednak czytana jako osobna historia. Rodzina Whiteoaków powstała w latach 1927–1960, przy czym powieści nie ukazywały się w narracyjnym porządku chronologicznym. Sprzedano 11 milionów egzemplarzy na całym świecie.
W latach 1989–1993 przetłumaczono na język polski naraz około ośmiu jej książek oraz wznowiono co najmniej dwa przekłady przedwojenne.
Według m.in. biografii autorstwa Joan Givner, Mazo de la Roche była lesbijką; mieszkała z młodszą kuzynką i w 1931 roku adoptowały dwójkę osieroconych dzieci.